# Irshava
Irshava (tiếng Ukraina: Іршава) là một thành phố của Ukraina. Thành phố này thuộc tỉnh Zakarpattia. Thành phố này có diện tích ? km2, dân số theo điều tra dân số năm 2001 là 9515 người.